# 美林站
美林站（韓語：미림역）是朝鮮民主主義人民共和國平壤寺洞区域的一個鐵路車站，属于平德线。

## 邻近车站
平德线
松新站 - 美林站 - 青龙站